# Duljci
Duljci (szerbül: Дуљци) falu Bosznia-Hercegovinában, Bosanska krajina területén, a Szerb Köztársaságban, Šipovo községben. 

## Fekvése
Bosznia-Hercegovina közép-nyugati részén, Banja Lukától légvonalban 54, közúton 77 km-re délre, községközpontjától légvonalban 3 km-re, közúton 4 km-re északkeletre, a Harmani-hegyég alatt a Pliva bal partján, 500 - 550 méteres magasságban fekszik.

## Népessége
| Nemzetiségi csoport | Népesség 1991 | Népesség 2013 |
| ------------------- | ------------- | ------------- |
| Szerb               | 186           | 151           |
| Bosnyák             | 228           | 46            |
| Horvát              | 1             | 0             |
| Jugoszláv           | 3             | 1             |
| Egyéb               | 3             | 1             |
| Összesen            | 421           | 199           |

## Története
A Gromile lelőhelyen talált leletek alapján arra következtethetünk, hogy az 1. - 4. században itt már rómaiak éltek. Területe 1518 körül került török uralom alá. A település 1878-ig tartozott az Oszmán Birodalomhoz, majd az Osztrák-Magyar Monarchia része lett. 1879-ben az első osztrák-magyar népszámlálás során Šipovo község részeként 31 házat, 154 muszlim  és 62 ortodox szerb lakost számláltak itt. 1910-ben a településen 55 házat, 103 ortodox szerb és 164 muszlim lakost találtak. A monarchia szétesésével 1918-ben előbb a Szerb-Horvát-Szlovén Királyság, majd 1929-től a Jugoszláv Királyság része. Jugoszlávia megszállása után a falu a Független Horvát Állam (NDH) része lett. 1945-től a település a szocialista Jugoszlávia része volt. A településen az 1991-es népszámlálás adatai szerint 421-en éltek. A Bosznia-Hercegovinában zajló polgárháború idején a Visoko Krajina többi településéhez hasonlóan a Boszniai Szerb Köztársaság része volt. A területén 1995 szeptemberéig nem volt háborús hadművelet, ekkor azonban a település területét a Horvát Köztársaság fegyveres ereje megszállta. A horvát csapatok elől a lakosság elmenekült. A daytoni békeszerződés aláírása után a település a Szerb Köztársasághoz, azon belül Šipovo községhez került.

## Nevezetességei
- Gromile – római település maradványai. A lelőhelyen téglatörmelék és kődarabokból álló halmok találhatók. Közülük az egyik alatt alapfalak maradványai találhatók.[4]